# جوي هارجو
جوي هارجو (بالإنجليزية: Joy Harjo)‏ (1951- ) شاعرة، موسيقية ومؤلفة، من الولايات المتحدة. ولدت في عام 1951 بولاية أوكلاهوما، تعود أصولها للسكان الأصليين الأمريكين (قبائل مسكوجي)، وهي أول مواطنة أمريكية من هذه الخلفية العرقية تحصل على لقب شاعرة الأمة الأمريكية. وهي أحد أبرز ناشطات الموجة الثانية لنهضة سكان أمريكا الأصليين، خلال أواخر القرن العشرين.نشرت أول مجموعة شعرية لها بعنوان (الأغنية الأخيرة) 1975، وفي رصيدها حتى الآن 8 دواوين شعرية. كتبت في أدب الطفل والشباب، وتتقن العزف على آلة الساكسفون، وقد صدرت لها 5 ألبومات موسيقية. منحت هارجو مجموعة جوائز في الأدب والشعر من قبل جمعية الشعر الأمريكية، واتحاد الشعراء والكتاب.

## الأعمال الشعرية
- مجموعة (الأغنية الأخيرة) 1975.
- مجموعة (أي قمر ساقني إلى هذا؟) 1979.
- مجموعة (المرأة المعلقة من الطابق الثالث عشر) 1983.
- مجموعة (في الحب المجنون والحرب) 1990.
- مجموعة (المرأة التي سقطت من السماء) 1994.
- مجموعة (كيف أصبحنا بشرًا؟) 2001.
- مجموعة (شروق الشمس الأمريكي) متوقع صدورها عام 2019.[10][7]

## لقب شاعرة الأمة الأمريكية
منحت الشاعرة جوي هارجو المنصب الشعري من قبل مكتبة الكونجرس الأمريكي في عام 2019، وهو منصب كان يشار إليه منذ عام 1937 بـ(مستشار مكتبة الكونجرس لأمور الشعر). تحصل بموجبه هارجو على 35 ألف دولار، ويمتد نصيبها لعام كامل، تلقي خلاله محاضرة عن الشعر وتقرأ من قصائدها في مكتبة الكونجرس. يعتبر منح الشاعرة لقب (شاعرة الأمة الأمريكية) اعترافا ضمنيا بثقافة السكان الأصليين في الأمريكيتين، والتي لاقت تجاهلا ومحاولات طمس للذاكرة الثقافية والشعرية للهنود الحمر، وهيمنة الثقافة الأمريكية المعاصرة.

## روابط خارجية
- جوي هارجو على موقع الموسوعة البريطانية (الإنجليزية)
- جوي هارجو على موقع ميوزك برينز (الإنجليزية)
- جوي هارجو على موقع إن إن دي بي (الإنجليزية)
- جوي هارجو على موقع ديسكوغز (الإنجليزية)